# (1943) Anteros
(1943) Anteros (1973 EC) – planetoida z grupy Amora okrążająca Słońce w ciągu 1,71 lat w średniej odległości 1,43 j.a. Odkryta 13 marca 1973 roku.